# Parque Municipal Américo Renné Giannetti
Parque Municipal Américo Renné Giannetti  är en park i Brasilien.   Den ligger i kommunen Belo Horizonte och delstaten Minas Gerais, i den sydöstra delen av landet, 600 km sydost om huvudstaden Brasília. Parque Municipal Américo Renné Giannetti ligger 851 meter över havet.
Terrängen runt Parque Municipal Américo Renné Giannetti är platt åt nordväst, men åt sydost är den kuperad.Runt Parque Municipal Américo Renné Giannettiär det tätbefolkat, med 550 invånare per kvadratkilometer.. 
I omgivningarna runt Parque Municipal Américo Renné Giannetti växer huvudsakligen savannskog.